# Kenojuak Ashevak
Kenojuak Ashevak   (illa de Baffin, 3 d'octubre de 1927 - Cape Dorset, 8 de gener de 2013) Inuktitut: ᕿᓐᓄᐊᔪᐊᖅ ᐋᓯᕙᒃ Qinnuajuaq Aasivak va ser una artista inuit. És considerada una pionera de l'art inuit modern.

## Biografia
Kenojuak Ashevak va néixer en un iglú en un campament inuit, Ikirasaq, a la costa del sud de l'Illa de Baffin. El seu pare, Ushuakjuk, era caçador i comerciant de pell i la seva mare, Silaqqi, va anomenar-la Kenojuak pel seu pare difunt. Segons la tradició dels noms inuits, l'amor i el respecte que li havien estat concedits durant la seva vida passarien ara a la seva filla. Kenojuak va tenir també un germà i una germana.
Ashevak recordava Ushuakjuk com "un home amable i benvolent". El seu pare, un xaman respectat, "tenia més coneixements que els mortals mitjans i ajudaria a tota la gent inuit". Segons Kenojuak, el seu pare creia que podia predir el temps, predir bones estacions de caça i fins i tot convertir-se en morsa; també tenia la capacitat "de fer pujar els bancs de peixos a la superfície perquè fos més fàcil pescar". El seu pare va entrar en conflicte amb conversos cristians i alguns enemics el van assassinar en un campament de caça el 1933, quan ella només tenia sis anys.
Després de l'assassinat del seu pare, l'artista es va traslladar amb la seva mare vídua i la resta de la família a casa de la mare de Silaqqi, Koweesa, que li va ensenyar artesania tradicional, incloent la reparació de pells de foca per al comerç amb la Companyia de la Badia de Hudson i com fer que roba cosida amb tendó de caribú sigui impermeable.
Quan tenia 19 anys la seva mare i el seu padrastre, Takpaugni, van organitzar el seu matrimoni amb Johnniebo Ashevak (1923-1972), un caçador inuit local. Ella es va mostrar reticent i fins i tot li llançava còdols de manera juganera quan s'acostava a ella. Amb el temps, però, va arribar a estimar-lo per la seva bondat i gentilesa. Era un home que va desenvolupar talents artístics per si mateix i que de vegades va col·laborar amb ella en projectes. La National Gallery of Canada conserva dues de les obres de Johnniebo, Taleelayo with Sea Bird (1965) i Hare Spirits (1960)
El 1950 va arribar una infermera de salut pública al seu poble àrtic. Kenojuak Ashevak va donar positiu en un examen de tuberculosi i contra la seva voluntat la van enviar a l'hospital Parc Savard de la Ciutat de Quebec, on va romandre durant més de tres anys, des de principis de 1952 fins a l'estiu de 1955. Acabava de parir quan va ser traslladada per la força i el nadó el va adoptar una família veïna. Alguns dels seus fills van morir mentre ella estava confinada a l'hospital.
El 1966 el matrimoni es va traslladar a Cape Dorset. Molts dels seus fills i nets van sucumbir a la malaltia, igual que el seu marit després de 26 anys de matrimoni. Tres de les seves filles, Mary, Elisapee Qiqituk i Aggeok, van morir en la infantesa i quatre fills, Jamasie, el seu fill adoptiu Ashevak, i Kadlarjuk i Qiqituk. Aquests dos últims van ser adoptats al néixer per una altra família.
L'any després de la mort de Johnniebo, el 1972, Kenojuak Ashevak es va tornar a casar amb Etyguyakjua Pee, que va morir el 1977. El 1978 es va casar amb Joanassie Igiu. Va tenir 11 fills del seu primer marit i en va adoptar cinc més; set dels seus fills van morir en la infància. En el moment de la seva mort per càncer de pulmó, vivia en una casa de fusta a Kinngait (Cap Dorset).

## Trajectòria artística
Kenojuak Ashevak es va convertir en una de les primeres dones inuit de Cape Dorset a començar a dibuixar. Treballava amb grafit, llapis de colors i retoladors, i feia ocasionalment cartells, aquarel·les o pintura acrílica. Va crear moltes talles a partir d'esteatita i milers de dibuixos, aiguaforts, gravats a la pedra i gravats, tots recuperats per museus i col·leccionistes. Va dissenyar diversos dibuixos per a segells i monedes canadencs i el 2004 va crear el primer vitrall dissenyat pels inuit per a la capella John Bell a Oakville, Ontario. El bitllet de 10 dòlars publicat el 2017 per celebrar el 150è aniversari del Canadà inclou l'obra impresa de Kenojuak Ashevak tallada amb pedra i amb plantilla anomenada "Owl's Bouquet" en làmina hologràfica de plata.
Durant l'estada d'Ashevak a l'hospital Parc Savard de la Ciutat de Quebec, del 1952 al 1955, va aprendre a fer nines de Harold Pfeiffer i a fer perles. Aquestes manualitats van atreure més tard l'atenció de l'administrador civil i pioner promotor d'art inuit James Archibald Houston i de la seva dona Alma. Houston va introduir la impressió als artistes del Cape Dorset a la dècada de 1950 i ell i la seva dona van començar a comercialitzar arts i oficis inuits i van organitzar una exposició d'art inuit el 1959. James Houston va escriure sobre aquesta època el 1999:
| « | Al principi va dubtar, afirmant que no podia dibuixar i que dibuixar era cosa d'un home. Tot i així, la propera vegada que va visitar els Houstons, els fulls de paper que li havia donat Alma es van omplir d'esbossos a llapis. | » |

El 1958 es va produir la seva primera impressió, Rabbit Eating Seaweed (Conill que menja algues), a partir d'un dels seus dissenys sobre una bossa de pell de foca i un any més tard amb atres inuit del Cape Dorset va formar la cooperativa esquimal West Baffin com a senlavik (taller) per als aspirants a artistes inuit, conegut més encavant com Kinngait Studios. Entre els seus membres es trobaven Pitaloosie Saila, Mayoreak Ashoona i Napatchie Pootagook.
La seva acollida al sud del Canadà va ser molt favorable:
| « | Rabbit Eating Seaweed va ser la primera impressió d'Ashevak, que formava part d'una primera exhibició de gràfics inuit. La jove del remot nord canadenc va tenir un èxit immediat, va dir Christine Lalonde, experta en art inuit de la National Gallery of Canada. "Tenia el seu propi sentit del disseny... Ja estava disposada a deixar anar el llapis perquè tenia la mà i la coordinació dels ulls per fer la imatge que ja tenia al cap". La National Gallery posseeix diverses còpies de The Enchanted Owl, inclòs l'esbós original a llapis del 1960. Aquest esbós revela molt, va dir Lalonde. És un dibuix molt senzill: llapis sobre paper de pasta. Però es pot veure fins i tot llavors com de confiada i segura era la seva línia mentre feia les corbes de les plomes de ventilació. | » |

El 1963 va ser objecte d'un documental de la National Film Board, del productor John Feeney, Eskimo Artist: Kenojuak. La pel·lícula mostrava un picapedrer tallant el seu disseny en un bloc de relleu en pedra, tallant totes les superfícies que no imprimien; a continuació, aplicava tinta a la pedra tallada, normalment en dos o més colors i feia acuradament 50 estampes "ombra" per vendre. Amb els diners que va guanyar de la pel·lícula, Johnniebo va poder comprar la seva pròpia canoa i convertir-se en un caçador independent per ajudar a proveir la família, que ara incloïa una nova filla, Aggeo, i un fill adoptiu, Ashevak.
L'experta en art de la National Gallery of Canada, Christine Lalonde, es va meravellar de la seva confiança artística: "Quan la veus, t'adones que no utilitza goma d'esborrar. S'asseu i comença a dibuixar."
Ashevak va crear diverses obres per commemorar la creació de Nunavut, el tercer territori canadenc, incloent una peça encarregada pel Departament d'Afers Índics i del Nord, Nunavut Qajanatuk (La nostra bella terra) per a la signatura de l'Acord de reclamació de terres inuits a principis d'abril de 1990; Nunavut, una gran litografia acolorida a mà per commemorar la signatura de l'Acord Final a principis de 1994; i un gran díptic titulat Siilavut, Nunavut (El nostre entorn, la nostra terra) a l'abril de 1999, quan el territori va néixer oficialment.
Kenojuak es va convertir en el primer artista inuit incorporat al Passeig de la Fama del Canadà el 2001 i va viatjar a Toronto amb la seva filla, Silaqi, per assistir a la cerimònia.
Fins a la seva mort, Kenojuak va contribuir anualment al llançament anual de Cape Dorset i va continuar creant noves obres. Va ser una de les darreres artistes vives de la cooperativa esquimal West Baffin.
Un informe de CBC sobre la mort de Kenojuak la caracteritzava com una persona humil i senzilla:
| « | Okpik Pitseolak, una artista de Cape Dorset que la coneixia personalment, va dir que Kenojuak Ashevak va portar l'art inuit al món però que era "molt humil pel seu treball". Pitseolak va dir que quan va aparèixer a la ràdio per parlar del seu art, no volia trobar-se "com algú que presumeixi" d'això. Però va estar "agraïda pel fet de rebre aquest regal. | » |

Des de la seva mort, els preus de les obres de Kenojuak han assolit nous rècords, inclosos els 59.000 dòlars canadencs pagats per una còpia de Rabbit Eating Seaweed.

## Obra
Kenojuak va descriure així la seva obra el 1980: 
| « | Acabo de treure aquestes coses dels meus pensaments i de la meva imaginació i en realitat no dono cap pes a la idea que sigui una imatge d'alguna cosa... Estic concentrant-me en deixar-la sobre un paper en un manera que agrada als meus propis ulls, tant si té alguna cosa a veure amb la realitat subjectiva com si no. I és així com sempre he intentat fer les meves imatges i així encara ho faig, i realment no m'ho he pensat d'una altra manera que no sigui aquesta. Aquest és només el meu estil i és com he començat i com sóc avui. | » |

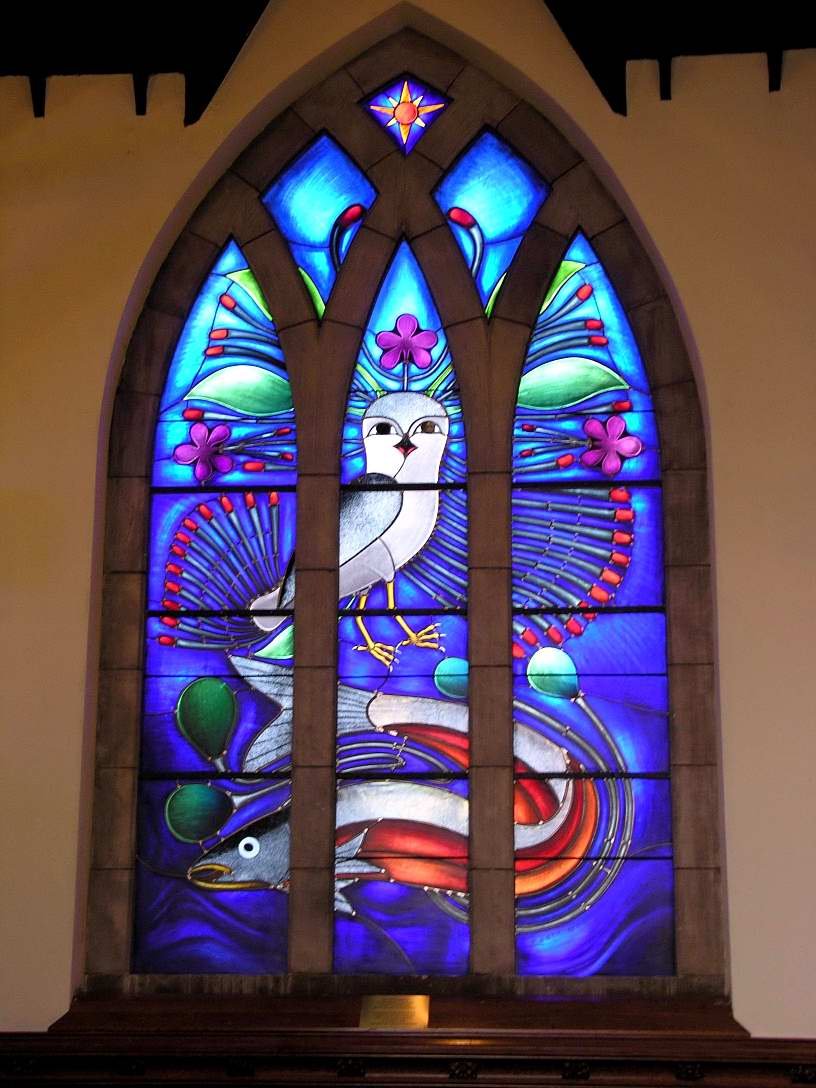
Finestra de la John Bell Chapel (Appleby College, Oakville, prop de Toronto, dissenyada el 2004).

El 2004 Kenojuak va dissenyar un vitrall per a una capella a l'Appleby College d'Oakville, Ontario. La finestra, que representa truita alpina juntament amb un mussol sobre un fons blau vibrant, és la primera finestra d'aquest tipus feta per un artista inuit. Es basa en dues històries bíbliques en què Jesús alimenta una gran multitud de persones amb dos peixos i uns quants pans, que per Kenojuak encarnaven a fons l'esperit de la comunitat inuit, on sempre es comparteix el menjar. La finestra la va dedicar el Rt. Rev. Andrew Atagotaaluk, bisbe de l'Àrtic, el 9 de novembre de 2004, celebrant el 75è aniversari de la capella de John Bell.
L'obra d'Ashevak Kenojuak es troba a les col·leccions de la National Gallery del Canadà, la Universitat St. Lawrence, la Galeria d'Art d'Ontario, la Burnaby Art Gallery, el Museu Metropolità d'Art, el Museu de Brooklyn i el Smithsonian Museu Nacional de l'Indi Americà.

## Premis i distincions

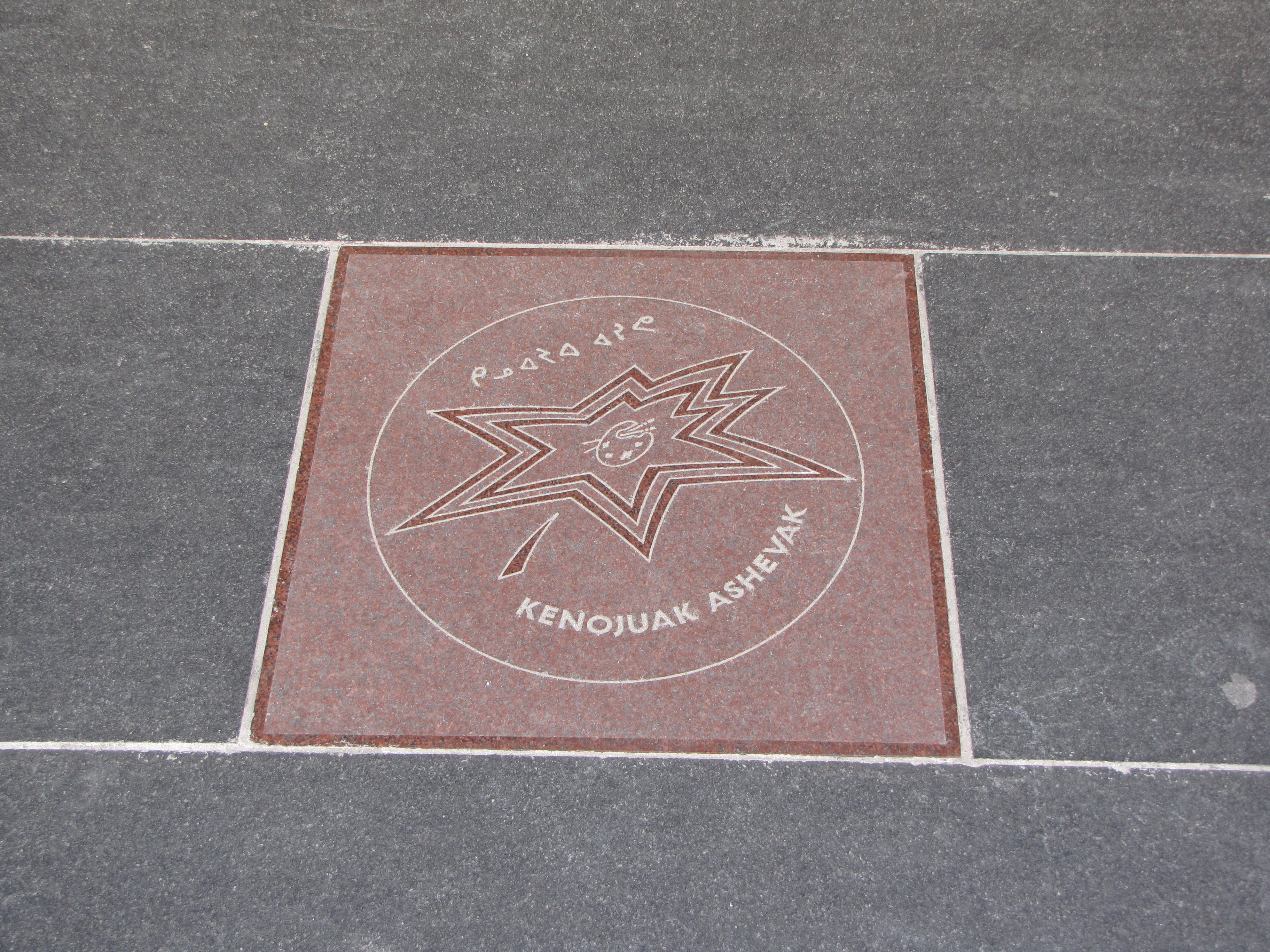
Estrella d'Ashevak al Passeig de la Fama de Canadà.

- El 1967 va ser nomenada Oficial de l'Ordre del Canadà i va ser ascendida a Companya el 1982.
- El 1970, Canada Post va utilitzar el seu gravat de 1960 Enchanted Owl (Mussol encantat) en un segell per commemorar el centenari dels territoris del nord-oest.
- El 1974 va ser elegida membre de la Royal Canadian Academy of Arts.
- El 1980 Canada Post va fer servir el seu gravat de 1961 Return of the Sun (Retorn del sol) en un segell de disset cèntims com a part de la seva sèrie de segells de correus inuit.
- El 1982 va ser nomenada Companya de l'Ordre del Canadà.
- El 1991 va rebre un doctorat honoris causa per la Queen's University.
- El 1992 va rebre un doctorat honoris causa per la Universitat de Toronto.
- El 1993 Canada Post va presentar el dibuix de 1969 The Owl (El mussol) en un segell per a les seves sèries d'obres mestres de l'art canadenc.[19]
- El 1999 una famosa peça seva, Red Owl (Mussol roig), va aparèixer al número d'abril de la sèrie del trimestre del Mil·lenni del 1999. Les seves inicials en inuktitut - ᑭᓇᐊᓯᐃ - es trobaven a l'esquerra del disseny i era la primera vegada que l'idioma apareixia en moneda de circulació..
- El 2001 va ser incorporada al Passeig de la Fama del Canadà.
- El 2004 va crear el primer vitrall dissenyat pels inuit per a la capella John Bell a l'Appleby College d'Oakville, Ontario..
- El 2008 va rebre el prestigiós premi del governador general de 25.000 dòlars en arts visuals i mediàtiques del Consell de les Arts del Canadà.
- El 2012 va ser nomenada membre de l'Orde de Nunavut.
- El 2017 el Banc del Canadà va presentar un bitllet commemoratiu de 10 dòlars en honor del 150è aniversari del Canadà; A la nota apareix el gravat Owl's Bouquet (Ram de mussol) d'Ashevak.[29]

## Aparicions en cultura popular
El motor de cerca Google va mostrar un doodle especial a la seva pàgina d'inici canadenca el 3 d'octubre de 2014, amb motiu del 87è aniversari de Kenojuak Ashevak.
El 19 d'octubre de 2016, Historica Canada va publicar un Heritage Minute que, per primera vegada, també es va narrar en un idioma que no era el francès o l'anglès, en aquest cas l'inuktitut. La seva neta narra el minut d'herència, a més d'aparèixer-hi amb la seva família. Es va estrenar a Cape Dorset, Nunavut, on també es va filmar.
També va aparèixer en documentals, com el de la National Film Board of Canada de 1963, Eskimo Artist: Kenojuak, dirigit per John Feeney, que va ser nominat a l'Oscar en la categoria de curtmetratge documental el 1964. (Nota sobre el títol: Feeney havia suggerit l'ús del terme "inuit" en lloc d"esquimal" però el 1963 s'havia rebutjat com a terme desconegut per a públics no inuits). Així mateix, en la pel·lícula canadenca per a l'Exposició Universal de Sevilla, Momentum, es van emprar imatges d'arxiu i contemporànies de Kenojuak Ashevak.